# Europees kampioenschap voetbal 2008 (Groep C) Nederland - Italië

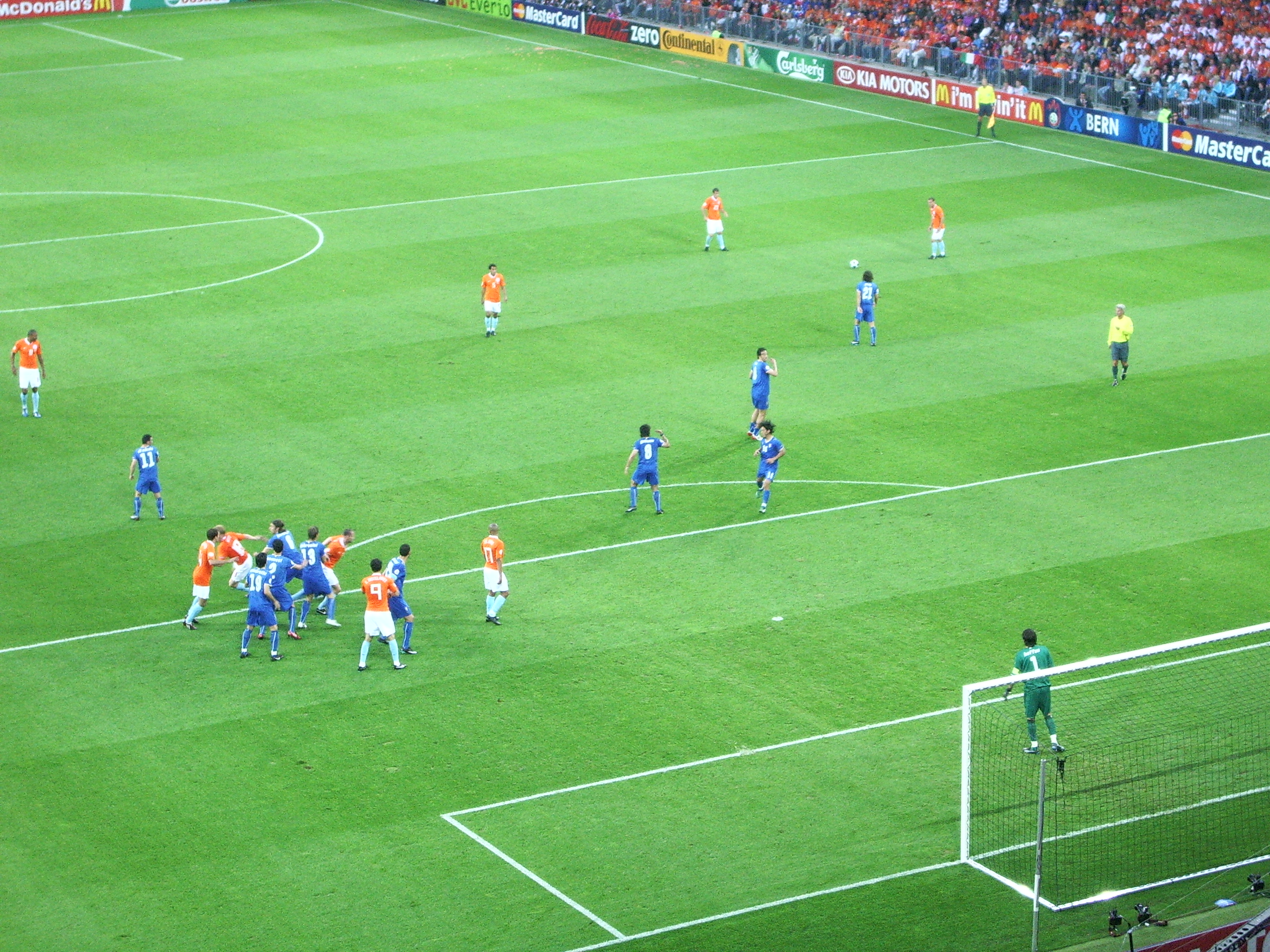
Vrije trap van Nederland tijdens de eerste helft

Nederland - Italië was een internationale voetbalwedstrijd die op 9 juni 2008 werd gespeeld in het kader van Europees kampioenschap voetbal 2008. De wedstrijd in groep C was voor beide landen de eerste wedstrijd van het toernooi. Nederland versloeg Italië met 3-0, door doelpunten van Ruud van Nistelrooij, Wesley Sneijder en Giovanni van Bronckhorst.

## Wedstrijdverloop
De eerste goal werd na 26 minuten gescoord door Ruud van Nistelrooij na een als schot bedoelde "assist" van Wesley Sneijder. Toen Luca Toni tegen de scheidsrechter zei dat het buitenspel was kreeg hij de gele kaart. Van Nistelrooij stond niet buitenspel, doordat verdediger Christian Panucci zich voor hem bevond; daaraan doet niet af dat Panucci zich na een botsing met de keeper achter de eigen doellijn bevond.
Even nadat Giovanni van Bronckhorst de bal voor de eigen doellijn wegschoot, sprintte hij naar voren tot ver op de Italiaanse helft. Hij ontving de bal en gaf een pass naar Dirk Kuijt die zich op de rechterkant van het veld bevond. Kuyt gaf een assist op de dichter bij het doel staande Sneijder die na een half uur spelen het tweede doelpunt scoorde.
Ook in de tweede helft kwam Italië niet tot scoren. In de 79e minuut scoorde Van Bronckhorst de 3-0 voor Oranje uit een voorzet van Dirk Kuijt, wederom uit een counter.

## Voorafgaand aan de wedstrijd
- Wereldvoetballer van het jaar 2006 Fabio Cannavaro moest de allereerste training met de Squadra Azurri verlaten met een ernstige blessure, waardoor hij het EK aan zich voorbij moet laten gaan. De speler van Real Madrid werd vervangen door Alessandro Gamberini[2].
- Zowel Nederland als Italië speelde in deze wedstrijd in het thuistenue.[3]
- Robin van Persie was nog niet geheel fit en startte dan ook op de bank, maar viel in de tweede helft in.
- Christian Panucci raakte vrijdag 6 juni geblesseerd op een training van Italië. Daarbij leek het te gaan om een verrekking van de kruisbanden. Hij speelde echter wel[4].
- Arjen Robben miste de wedstrijd doordat hij tijdens een training op 7 juni een verrekking in de linkerlies opliep[5].

## Wedstrijdgegevens

De basisopstellingen van beide landen.

| Datum                | 9 juni 2008                   | 9 juni 2008                   |
| Stadion              | Stade de Suisse, Bern         | Stade de Suisse, Bern         |
| Toeschouwers         | 31.781                        | 31.781                        |
| Scheidsrechter       | Peter Fröjdfeldt              | Peter Fröjdfeldt              |
| Assistenten          | Stefan Wittberg Henrik Andrén | Stefan Wittberg Henrik Andrén |
| Vierde man           | Damir Skomina                 | Damir Skomina                 |
| Man van de wedstrijd | Wesley Sneijder               | Wesley Sneijder               |
|                      | Nederland                     | Italië                        |
| Doelpunten           | 3                             | 0                             |
| Gele kaarten         | 1                             | 3                             |
| Rode kaarten         | 0                             | 0                             |
| Wissels              | 3                             | 3                             |
| Schoten op doel      | 11                            | 5                             |
| Schoten naast doel   | 5                             | 10                            |
| Overtredingen        | 17                            | 11                            |
| Hoekschoppen         | 3                             | 4                             |
| Buitenspel           | 4                             | 3                             |
| Vrije trappen        | 14                            | 21                            |
| Strafschoppen        | 0                             | 0                             |
| Balbezit (tijd)      | 54                            | 46                            |
| Balbezit (%)         | 51,2                          | 48,8                          |

| Nederland | 3 – 0           | Italië |
| Ruud van Nistelrooij (Wesley Sneijder) 26' Wesley Sneijder (Dirk Kuijt) 31' Giovanni van Bronckhorst (Dirk Kuijt) 79'                                                                                     | goals (assists) | |
| Marco van Basten | bondscoach      | Roberto Donadoni |
| Edwin van der Sar Khalid Boulahrouz 77' Joris Mathijsen André Ooijer Giovanni van Bronckhorst Dirk Kuijt 81' Nigel de Jong Orlando Engelaar Rafael van der Vaart Wesley Sneijder Ruud van Nistelrooij 70' | opstellingen    | Gianluigi Buffon Christian Panucci Andrea Barzagli Gennaro Gattuso Luca Toni 64' Antonio Di Natale Massimo Ambrosini 75' Mauro Camoranesi Gianluca Zambrotta Andrea Pirlo 54' Marco Materazzi |
| Robin van Persie 70' Johnny Heitinga 77' Ibrahim Afellay 81' | wissels         | 54'Fabio Grosso 64'Alessandro Del Piero 75' Antonio Cassano |
| Nigel de Jong 58' | gele kaarten    | 27' Luca Toni 35' Gianluca Zambrotta 51' Gennaro Gattuso |
| | rode kaarten    | |

## Trivia
- Nederlandse media betitelden deze wedstrijd als onder meer "De slag van Bern"[6] en het "Tweede Wonder van Bern".[7]
- Aan Nederlandse zijde werden er in totaal meer kilometers afgelegd dan aan Italiaanse zijde: de Nederlanders liepen in totaal ruim 111 kilometer terwijl de Italianen 107 kilometer aflegden. De speler die het meeste liep aan Nederlandse zijde was Rafael van der Vaart (11,335 km), aan Italiaanse zijde was dit Gennaro Gattuso (11,967 km).[8]
- In totaal keken er 6.992.000 mensen naar de live NOS-uitzending van Nederland-Italië. Dat komt neer op een marktaandeel van 82,6%.[9]
- Doelpuntenmaker en Man of the Match Wesley Sneijder vierde op de dag van de wedstrijd zijn 24e verjaardag.

## Overzicht van wedstrijden
| Groepswedstrijden | | | |
| Groep A | Groep B | Groep C | Groep D |
| Zwitserland - Tsjechië Portugal - Turkije Tsjechië - Portugal Zwitserland - Turkije Zwitserland - Portugal Turkije - Tsjechië | Oostenrijk - Kroatië Duitsland - Polen Kroatië - Duitsland Oostenrijk - Polen Oostenrijk - Duitsland Polen - Kroatië | Roemenië - Frankrijk Nederland - Italië Italië - Roemenië Nederland - Frankrijk Nederland - Roemenië Frankrijk - Italië | Spanje - Rusland Griekenland - Zweden Zweden - Spanje Griekenland - Rusland Griekenland - Spanje Rusland - Zweden |
| Kwartfinales | | | |
| Portugal - Duitsland | Kroatië - Turkije | Nederland - Rusland | Spanje - Italië                                                                                                   |
| Halve finales | | | |
| Duitsland - Turkije | Duitsland - Turkije                                                                                                  | Rusland - Spanje | Rusland - Spanje                                                                                                  |
| Finale | | | |
| Duitsland - Spanje | | | |